# Gemmer-Lenkung
Die Gemmer-Lenkung, auch Rollenlenkung genannt, ist eine Bauart der Schneckenlenkung  mit rollender statt gleitender Reibung. Der britische Erfinder Henry Marles entwickelte sie 1919 und ließ sie patentieren. Der Name Gemmer-Lenkung geht auf den US-amerikanischen Hersteller „Gemmer Manufacturing Co.“ zurück, der solche Lenkgetriebe herstellte und seine Konstruktionen in Lizenz fertigen ließ. In Deutschland wurden sie von ZF produziert.
Um Lenkkräfte und Verschleiß zu verringern, greift statt eines Zahnradsektors eine quer auf der Lenkhebelwelle gelagerte Rolle mit zwei oder drei umlaufenden Zähnen in die Lenkschnecke am Ende der Lenksäule ein. Diese ist als Globoidschnecke ausgeführt, das heißt ihr Durchmesser nimmt zu den Enden hin zu, da die Breite des Schneckenrades (also der Rolle) zu klein ist, um über den ganzen Schwenkwinkel von etwa 90 Grad in eine zylindrische Schnecke eingreifen zu können. 